# ジェントルマンズ・ピストルズ
ジェントルマンズ・ピストルズ（Gentlemans Pistols）は、イギリスのリーズで2003年に結成されたハードロックバンドである。

## 来歴
2003年にボーカル兼ギターのJames Atkinson(イギリスのハードコアパンクバンドVoorheesの元メンバー)、ベースのDouglas McLaughlan、ドラムのSimon Mawsonのスリーピースバンドとして結成され、一度だけライブをした後の2004年にドラムがAdam Clarkeへとメンバーチェンジとなり、またオーディションによりもう一人のギターChris Rogersが加入した事によりそれ以降4人編成のバンドとなった。
2006年に7インチシングル盤として「Just A Fraction」をArt Goes Pop Recodsから、 「The Lady」 をライズ・アバヴ・レコーズからリリース。2007年8月にはバンド名と同じタイトルのアルバム「Gentlemans Pistols」を同じくライズ・アバヴ・レコーズからリリースされ、日本ではLeaf Hound Recordsからボーナストラック「Comatose」が追加されて発売された。

このアルバムが発売される前にドラムのAdam Clarkeが脱退し、新たに同じリーズ出身のクロスオーバー・スラッシュメタルバンドSend More Paramedicsの元ドラマーStuart Dobbinsが加入した。また2009年にはギターのChris Rogersが脱退を表明し、カーカス/ファイアバードのギター・ビル・スティアーが加入した。このラインナップにて2011年にアルバム「At Her Majesty's Pleasure」をリリース。
2013年にはベルリンで行われたDesertFest festivalに参加する前に、ベースがDouglas McLaughlanからMartyn Roperにメンバーチェンジとなる事が発表された。

2012年に初来日公演を行い、2013年にはフジロック・フェスティバルにも参加している。

## 現メンバー(2014年時)
- James Atkinson - Vocals, guitar (2003-present)
- Martyn Roper - Bass, vocals (2013-present)
- ビル・スティアー - Guitar (2009-present)
- Stuart Dobbins - Drums (2007-present)

## 過去のメンバー(2014年時)
- Simon Mawson - Drums (2003–2004)
- Adam Clarke - Drums (2004–2007)
- Chris Rogers - Guitar (2004–2009)
- Douglas McLaughlan - Bass, vocals (2003-2013)

## ディスクコグラフィ
- Just a Fraction (シングル, 2006) - Art Goes Pop Records
- The Lady (シングル, 2006) - Rise Above Records
- Gentlemans Pistols (アルバム, 2007) - Rise Above Records
- At Her Majesty’s Pleasure (アルバム, 2011) - Rise Above Records
- Hustler's row (アルバム, 2015) - ニュークリア・ブラスト